# Vasyl Bereza
Vasyl Kostiantynovytj Bereza (ukrainska: Василь Костянтинович Береза, ryska: Василий Константинович Берёза: Vasilij Konstantinovitj Berjoza), född 2 april 1958 i Lvov i Ukrainska SSR i Sovjetunionen (nu Lviv i Ukraina), är en ukrainsk före detta kanotist som tävlade för Sovjetunionen. Han bor nu i USA.
Han tog bland annat VM-guld i C-1 1000 meter i samband med sprintvärldsmästerskapen i kanotsport 1983 i Tammerfors.